# Municipio de Falsen
El municipio de Falsen (en inglés: Falsen Township) es un municipio ubicado en el condado de McHenry en el estado estadounidense de Dakota del Norte. En el año 2010 tenía una población de 20 habitantes y una densidad poblacional de 0,21 personas por km².

## Geografía
El municipio de Falsen se encuentra ubicado en las coordenadas 48°9′22″N 100°40′42″O / 48.15611, -100.67833. Según la Oficina del Censo de los Estados Unidos, el municipio tiene una superficie total de 93.06 km², de la cual 92.85 km² corresponden a tierra firme y (0.23%) 0.21 km² es agua.

## Demografía
Según el censo de 2010, había 20 personas residiendo en el municipio de Falsen. La densidad de población era de 0,21 hab./km². De los 20 habitantes, el municipio de Falsen estaba compuesto por el 100% de raza blanca Raza (censo de los Estados Unidos).